# タニンバル諸島
座標: 南緯7度30分0秒 東経131度30分0秒 / 南緯7.50000度 東経131.50000度

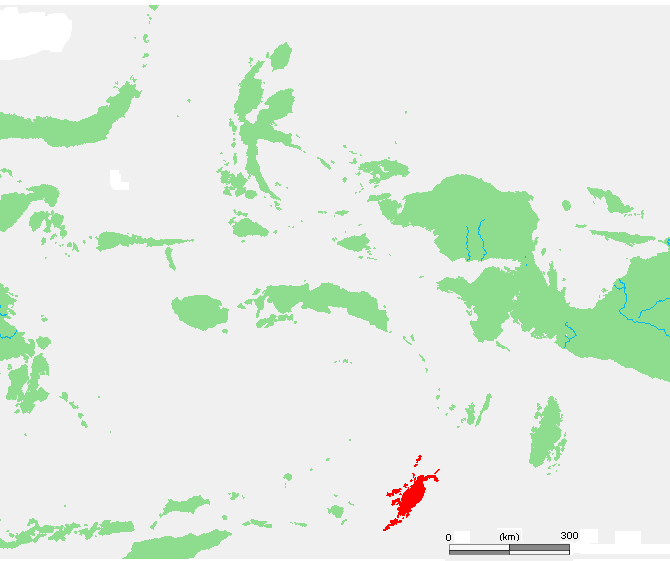
タニンバル諸島の位置

タニンバル諸島（タニンバルしょとう、Tanimbar Islands）は、インドネシア東部の諸島。小スンダ列島のさらに東、バンダ海とアラフラ海の境界にある。大まかな位置は東経131度30分、南緯7度30分。最も大きいヤームデナ島をはじめ、30ほどの島からなる。
諸島の総陸地面積は、5,440平方キロメートル。2010年の国勢調査に基づく人口は10万5394人で、その3分の2がキリスト教徒である。コプラを主要産品としている。